# Haus der Technik (Essen)

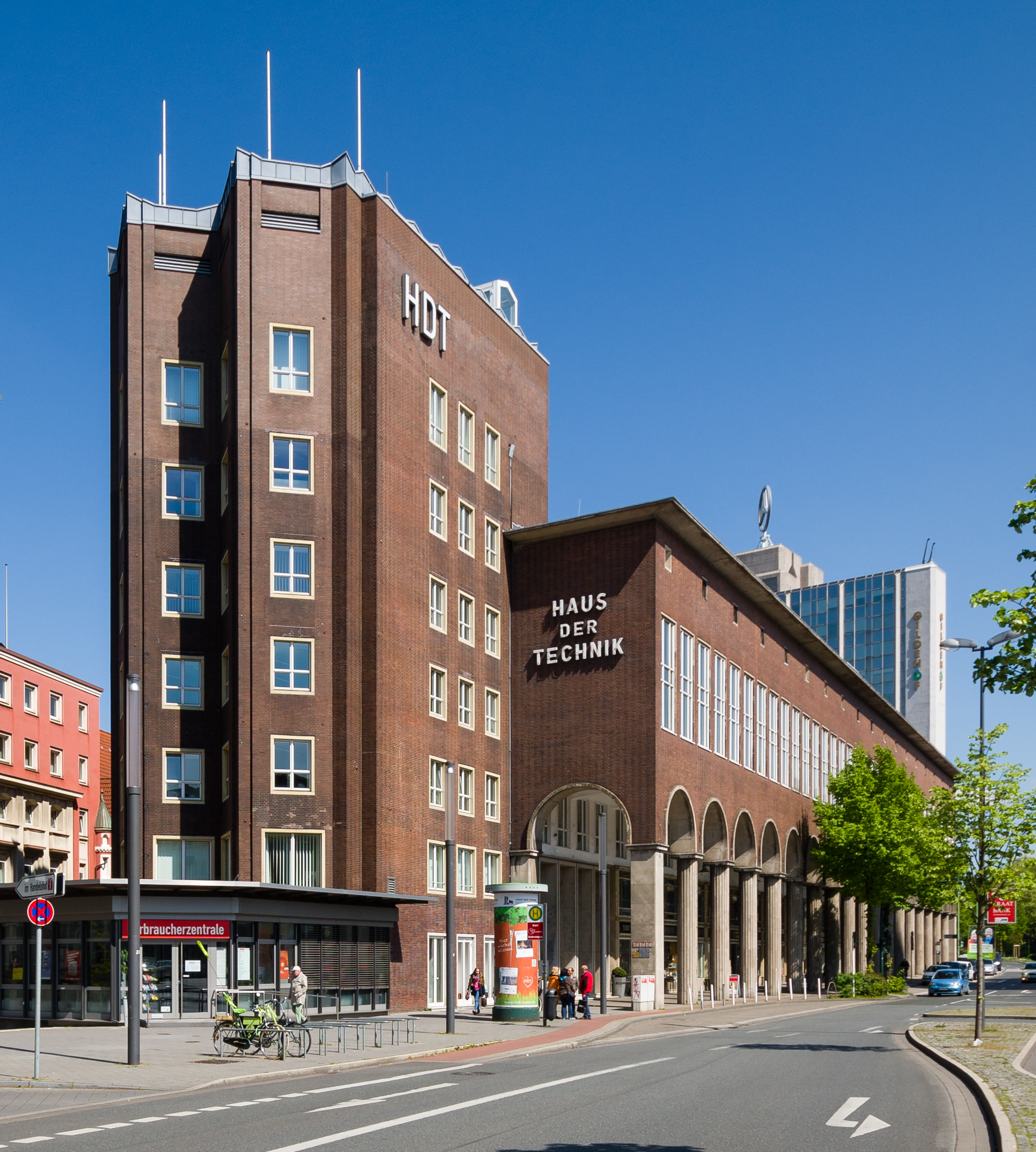
Haus der Technik seit 1936, zuvor Sitz der Essener Börse

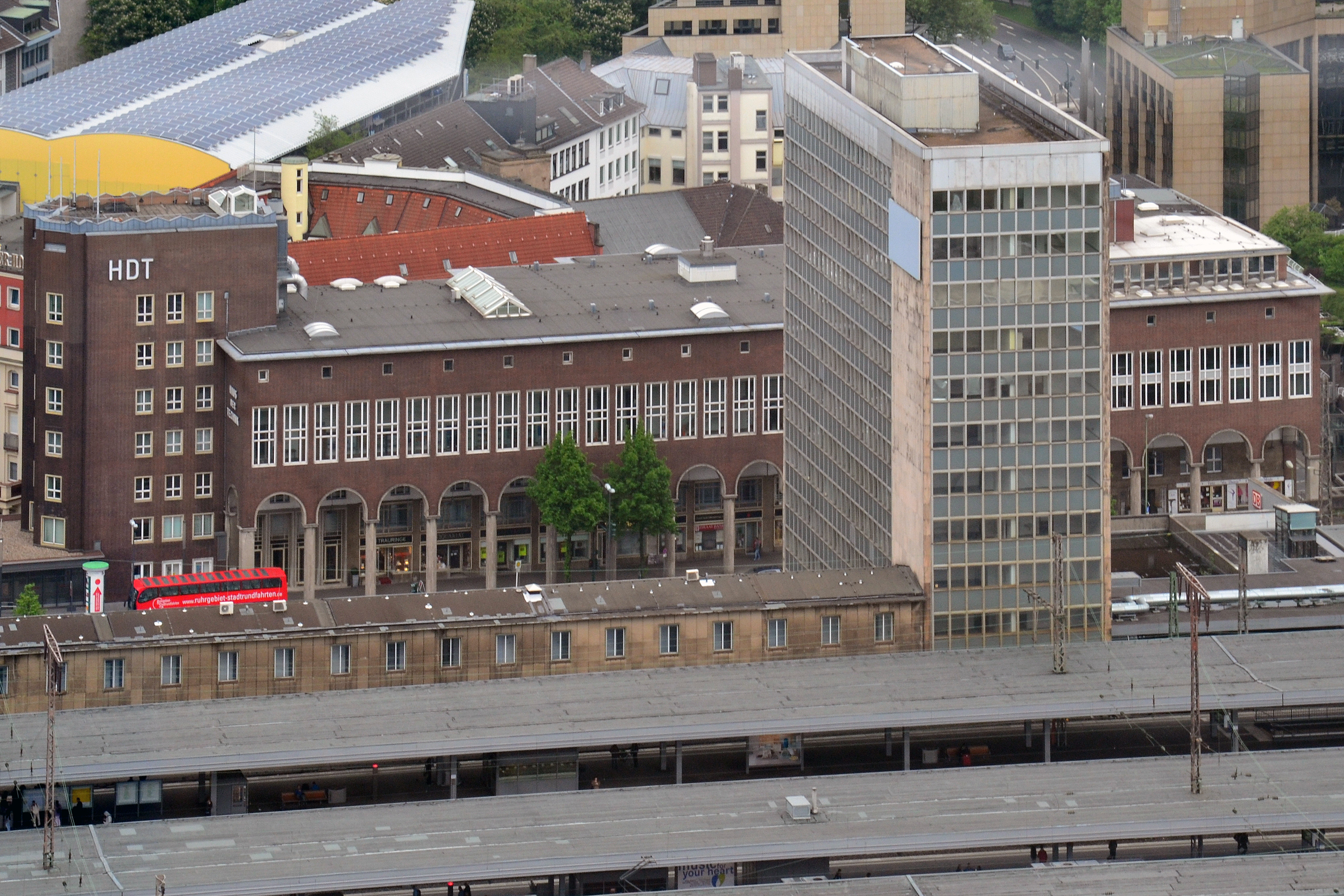
Haus der Technik, Südansicht

Das Haus der Technik, kurz HDT, ist Deutschlands ältestes unabhängiges technisches Weiterbildungsinstitut mit Sitz in Essen.
Das von Edmund Körner entworfene, 1930 eingeweihte und seit 1987 denkmalgeschützte Essener Stammhaus befindet sich nördlich des Essener Hauptbahnhofes und diente bis 1934 der damaligen Essener Börse.

## Geschichte

### Sitz der Essener Börse

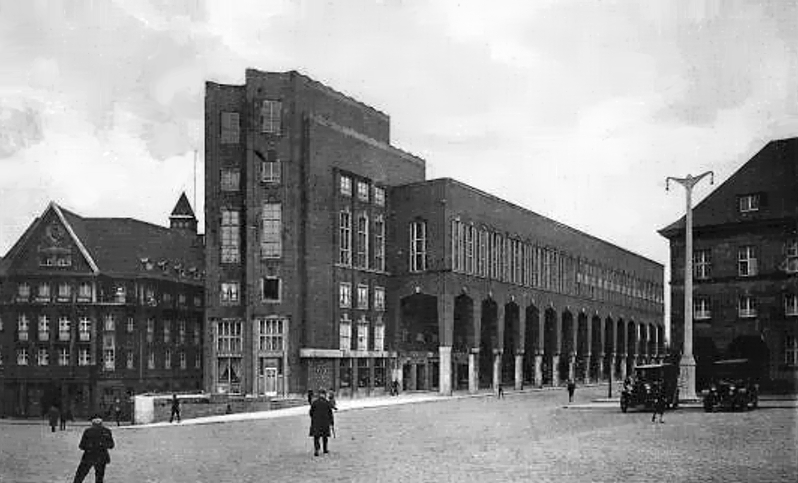
Essener Börse um 1928

Bevor das Gebäude der Essener Börse, das heutige Haus der Technik, entstand, befand sich hier am östlichen Bahnhofsvorplatz ein Blechwalzwerk der Firma Schulz-Knaudt und Wohnbebauung mit kleinen Häusern, die im Zuge der Neugestaltung des Bereiches Anfang der 1920er Jahre niedergelegt wurden.
Bereits 1855 entstand aus einem privaten Börsenverein im Rahmen regelmäßiger sonntäglicher Verhandlungen die Essener Börse, die zunächst nur zwei Jahre existierte. Auf Veranlassung des Bergbauvereins wurde die Essener Börse am 21. Dezember 1865 wieder ins Leben gerufen. Die zu dieser Zeit beantragte Verleihung des amtlichen Charakters wurde 1866 abgelehnt. Gehandelt wurden Aktien von Bergwerks- und Hüttengesellschaften, Kuxe, Aktien der Bergisch-Märkischen Eisenbahn-Gesellschaft sowie Industrieanleihen. 1880 wurde die Essener Börse der Aufsicht der Handelskammer Essen unterstellt, wobei sie eine Börsenordnung erhielt. Der Handelsschwerpunkt lag in Montanwerten.
Um die Jahrhundertwende 1900 wurde die Industriebörse im Hotel Hartmann (genannt: Berliner Hof) in der damaligen Gerichtsstraße 14 abgehalten. Gehandelt wurden unter anderem Kohlen, Bergwerkspapiere und Industrieobligationen. Im 1912 eröffneten Hotel Kaiserhof waren im nördlichen Gebäudeflügel an der Kapuzinergasse Börsenräume und Nebenanlagen und 20 Telefonzellen mit Telegrafenbüro eingerichtet worden.
1905 schlossen die Düsseldorfer und die Essener Börsen eine Allianz. Daraufhin wurden seit November des Jahres die turnusmäßigen Börsenversammlungen in beiden Städten abgehalten. Mit Beginn des Ersten Weltkrieges musste die Börse Ende Juli 1914 schließen. Nachdem in den Kriegsjahren Ersatzgeschäfte mit inoffiziellen Versammlungen über Papiere der Kriegsgüterindustrie für Steigerungsraten gesorgt hatten, nahm man am 1. Januar 1918 die Börsennotierungen wieder auf, wobei die steigende Inflation Spuren hinterließ.
1924/1925 verlagerte man die Essener Börse in das neue, vom Architekten Edmund Körner eigens dafür errichtete Börsengebäude, dem heutigen Haus der Technik. Der Bau dieses Gebäudes begann bereits 1922.
1934 wurde die Essener Börse geschlossen. Die Schließung resultierte aus einem Erlass des Reichswirtschaftsministers Kurt Schmitt, der im Interesse eines funktionalen deutschen Wertpapiermarktes die Anzahl der deutschen Börsen von 21 auf 9 herabgesetzt hatte. So übernahm die Rheinisch-Westfälische Börse zu Düsseldorf die Aufgaben des Essener Börsenplatzes. Damit bot die Stadt Essen dem Haus der Technik das Börsengebäude als neues Domizil an.

### Haus der Technik

#### Gründung des Hauses der Technik

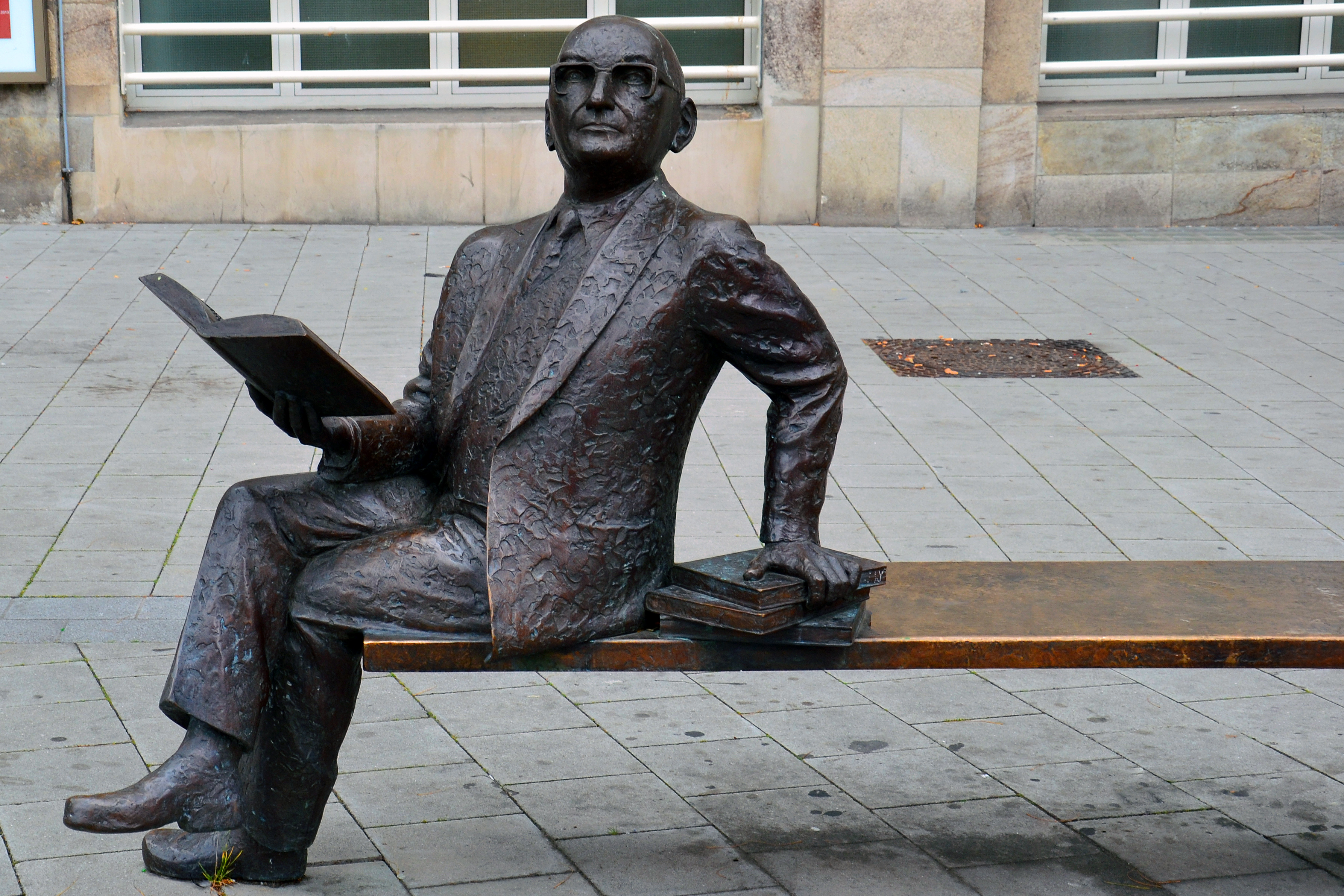
Heinrich Reisner, Gründer des Hauses der Technik in Essen; Bronzeskulptur von Jürgen Ebert (2011), abgebaut 2018

Die Gründung des Hauses der Technik (HDT) geht auf das Jahr 1909 zurück. Auf einer Versammlung der von ihm gegründeten Rheinisch-Westfälischen Gesellschaft für die Exakten Wissenschaften wies Heinrich Reisner auf die Notwendigkeit der Weiterbildung von Ingenieuren hin. 1912 beschloss die Gesellschaft in Essen, eine Fortbildungseinrichtung zu diesem Zwecke zu gründen. Aber erst durch die ebenfalls von Reisner zusammen mit dem Essener Oberbürgermeister Hans Luther, sowie dem Chemiker Franz Fischer und dem Bankier Wilhelm von Waldthausen im Jahre 1919 gegründete und noch heute bestehende Gesellschaft für Wissenschaft und Leben im rheinisch-westfälischen Industriegebiet als neue Dachgesellschaft für die wissenschaftlichen, kulturellen und wirtschaftlichen Bestrebungen wurde das angestrebte Fortbildungsinstitut als Haus der Technik im Gebäudetrakt der Essener Börse am 21. November 1927 eröffnet. Am 9. Januar 1930 wurde der Trägerverein Haus der Technik e. V. gegründet.

#### Von der Rathenaustraße in die Essener Börse
Am 1. April 1930 wurden die ersten eigenen Räumlichkeiten feierlich eröffnet, die sich noch im neuen Sparkassengebäude des Architekten Georg Metzendorf in der Rathenaustraße befanden. Es waren Vertreter der Behörden, der wissenschaftlichen Vereine, der Presse und der Wirtschaft geladen. Die Begrüßungsrede im großen Hörsaal hielt Oberbürgermeister Franz Bracht, der dann die Räumlichkeiten des Instituts an den Vertreter des Vorstands des Vereins Haus der Technnik, Carl Hold, übergab. Darauf erhielt der Generaldirektor Albert Vögler das Wort. Dem Initiator des Hauses der Technik, Heinrich Reisner, wurde für seine Verdienste um die Vollendung des Werks eine Bronzestatue Der Schmied überreicht. An die Eröffnungsfeierlichkeit schloss sich ein Rundgang durch die Räume das Hauses an. Über den Eingang in der Kapuzinergasse erreichte man das HdT in der obersten Etage mit einem (heute nicht mehr vorhandenen) Paternosteraufzug oder einem normalen Personenaufzug. Es gab einen großen Vortragssaal mit 235 nummerierten Plätzen und zwei Hörsäle mit 120 und 200 Sitzplätzen. Beide Hörsäle befanden sich in einem Raum und konnten durch eine eingezogene Wand getrennt werden.
Nachdem der Fünf-Jahres-Mietvertrag mit der Sparkasse Mitte 1935 ausgelaufen war, wurden die drei Buchstaben HdT am Eingangsbereich abgenommen. Die angemieteten Räumlichkeiten für Verwaltung, Schulungen und die Hörsäle hatten zudem nicht mehr ausgereicht. So stellte die Stadt Essen das durch die 1934 geschlossene Essener Börse freigewordene Gebäude zur Verfügung. Es wurde nach entsprechendem Umbau im August 1936 bezogen, und ist bis heute Sitz des Hauses der Technik.

#### Kriegszerstörung und Wiederaufbau

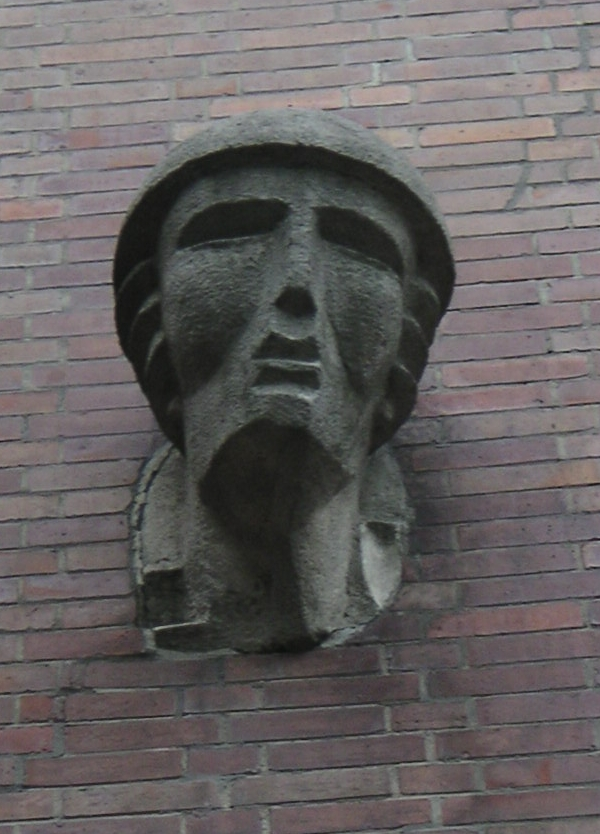
Vom Bauschmuck Will Lammerts blieben nur dieser und ein weiterer Kopf übrig.

Der vom Essener Bildhauer Will Lammert geschaffene Skulpturenschmuck fiel als Entartete Kunst bis auf zwei aus der Ostwand ragende Köpfe der Zerstörungswut der Nationalsozialisten zum Opfer. Diese entzogen Heinrich Reisner die Leitung des HDT und gliederten es dem Amt für Technik ein.
Während des Zweiten Weltkrieges wurde das HDT am 5. März 1943 bei einem Bombenangriff vollkommen zerstört. Dieser Zerstörung fiel auch die Bibliothek und die Patentschriftenstelle zum Opfer. Noch bevor das Gebäude wieder aufgebaut worden war, fand am 24. April 1946 die erste Vorlesung nach dem Krieg statt. Im selben Jahr richtete die RWTH Aachen hier eine ihrer Außenstelle ein. Heinrich Reisner wurde unverzüglich wieder ins Amt des Leiters berufen.
Der eigentliche Wiederaufbau erfolgte zwischen 1951 und 1953. Hierbei fand eine Aufstockung um ein Stockwerk statt und wurde die optische Gestaltung der Arkaden verändert, was seinerzeit nicht unumstritten war. Das heutige Gebäude verfügt, nach dem Umbau des alten Börsengebäudes, über 40 Seminarräume und Tagungssäle mit Kapazitäten zwischen 10 und 570 Teilnehmerplätzen mit moderner Tagungstechnik.
Im Jahr 2011 wurde auf dem Heinrich-Reisner-Platz westlich des Hauses die von Jürgen Ebert geschaffene und den Gründer Heinrich Reisner darstellende Bronzeskulptur auf einer Bank sitzend aufgestellt. Sie wurde nach wiederholtem Vandalismus im August 2018 dauerhaft abgebaut.

## Weiterbildungsinstitut

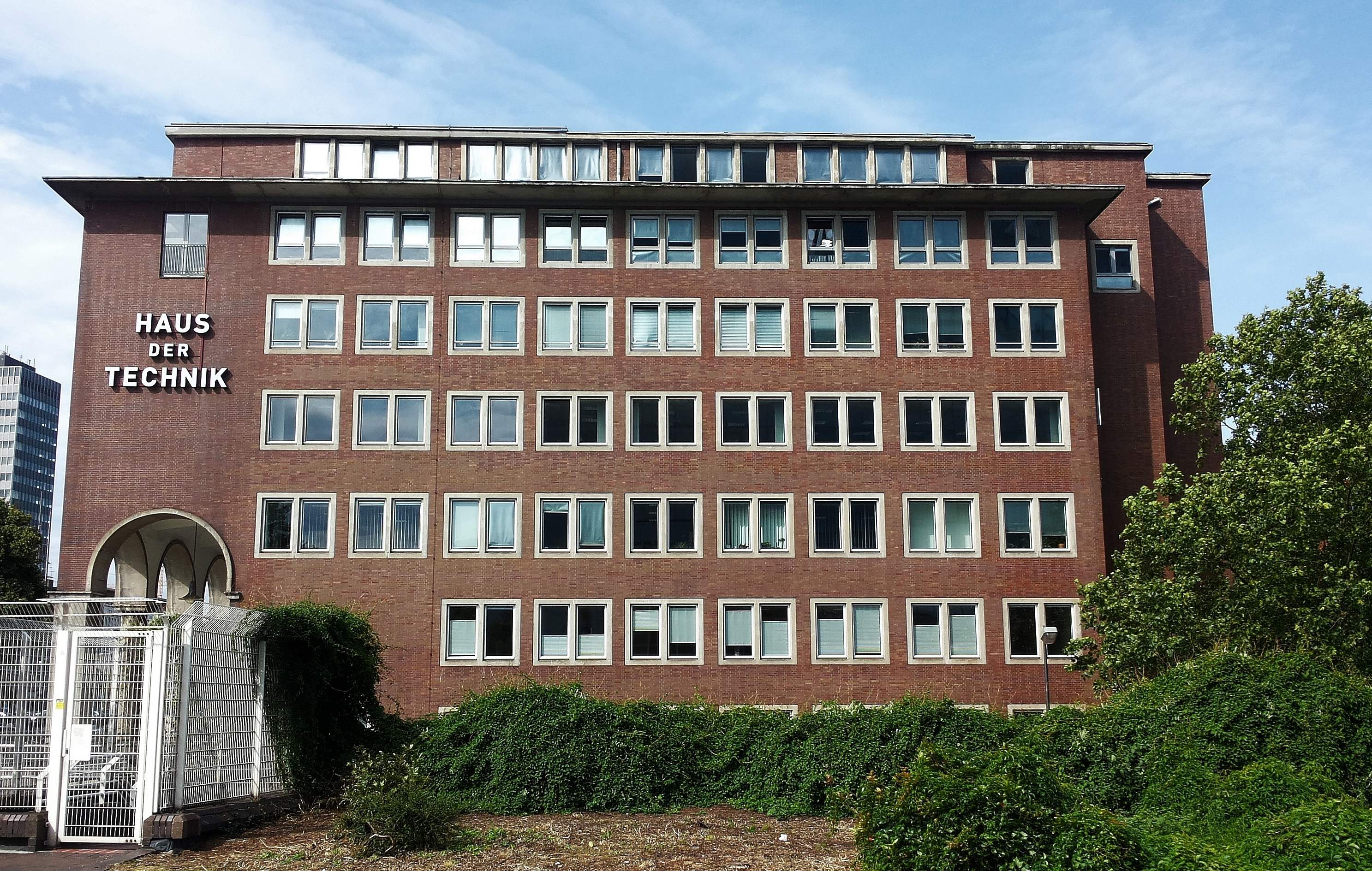
Ostansicht

Das Haus der Technik ist ein Kooperationspartner der RWTH Aachen in der Rechtsform eines gemeinnützigen, eingetragenen Vereins und veranstaltet jährlich rund 1500 Seminare, Tagungen und Kongresse (zum Teil mit Ausstellungen). Zusammen mit Kooperationspartnern bietet das HDT daneben auch Studiengänge mit Hochschulabschluss an. Es kooperiert dabei mit den Partner-Universitäten Duisburg-Essen, Münster, RWTH Aachen und Westfälische Hochschule. Schwerpunkte des HDT stellen Anlagen-, Elektro-, Energie-, Fahrzeug-, Fertigungs-, Gebäude-, Medizin- und Verfahrenstechnik sowie Bauwesen, Betriebswirtschaft, Brandschutz, Chemie, EDV, Maschinenwesen, Pharmazie, Qualitätswesen, Strahlenschutz, Umweltschutz und Werkstoffwissenschaft dar.

## Geschäftsführung (Auswahl)
Mitglieder des Vorstandes des Hauses der Technik e. V.
- Vorsitzender: Hans Bünting
- Stellvertretender Vorsitzender: Georg Schachner
- Geschäftsführendes Vorstandsmitglied: Werner Klaffke

Ehemalige geschäftsführende Vorstandsmitglieder
- bis 1951: Heinrich Reisner
- 1951–1964: Karl Krekeler
- 1964–1974: Kurt Giesen
- 1974–2004: Eberhard Steinmetz
- 2004–2014: Ulrich Brill

## Publikationen

### Fachbuchreihe
Die verlegerische Betreuung der Reihe Haus der Technik Fachbuch hat der expert verlag Renningen inne.

### Technische Mitteilungen (TM 2.0)
Das Haus der Technik gibt auch das Journal für Forschung und Technik TM 2.0 heraus. Die TM 2.0 ist die digitale Fortsetzung der 100 Jahre lang in gedruckter Form erschienenen Technischen Mitteilungen (TM), die bereits im Jahre 1907 in Dortmund durch drei Berufsverbände, den Rheinisch-Westfälischen Bezirksverein Deutscher Chemiker, den Elektrotechnischen Verein des Rheinisch-Westfälischen Industrie-Bezirks und den Westfälischen Bezirks-Verein Deutscher Ingenieure gegründet wurden.